# Heinrich Rake
Heinrich Rake (* 8. Juni 1936 in Rostock) ist ein deutscher Maschinenbauingenieur sowie Professor für Systemtheorie und Regelungstechnik.

## Leben
Rake studierte Maschinenbau an der Technischen Hochschule Hannover. Er war in dieser Zeit als studentische Hilfskraft bei dem Mechanikprofessor Eduard Pestel angestellt, dem späteren Regelungstechnik-Buchautor, Minister für Wissenschaft und Kultur des Landes Niedersachsen sowie Mitbegründer des Club of Rome. Nach dem Abschluss als Diplom-Ingenieur 1963 wurde er bereits im Jahre 1965 bei Herbert Schlitt, Lehrstuhl für Regelungstechnik an der Fakultät für Maschinenwesen, mit der Dissertation Selbsteinstellende Systeme nach dem Gradientenverfahren zum Dr.-Ing. promoviert. Während seines Studiums gründete er eine christlich orientierte wissenschaftliche Hochschulgruppe mit, deren Mentor der weltbekannte Fertigungstechniker Otto Kienzle war.
Von 1966 bis 1971 arbeitete er als Oberingenieur am Institut für Regelungstechnik (IRT) der RWTH Aachen und habilitierte sich 1969 mit der Arbeit Identifizierung linearer Systeme mit statistischen Methoden. Er wurde 1971 Professor für Systemtheorie an der RWTH Aachen. Hier übernahm er 1977 die Leitung des Instituts für Regelungstechnik von seinem Vorgänger und Institutsgründer Otto Schäfer. Dieser gehörte zu den ersten drei Institutsgründern für Regelungstechnik im deutschsprachigen Raum: 1955 an der TH Dresden durch Heinrich Kindler, 1957 an der TH Darmstadt durch Winfried Oppelt sowie gleichzeitig an der RWTH Aachen durch Otto Schäfer.
Rake leitete das Institut von 1977 bis 2001 und übergab es nach 24 Jahren mit seiner Emeritierung an seinen akademischen Schüler Dirk Abel bei dessen Berufung zum Professor. Die Lehre auf seinem Berufungsgebiet übte Rake mit Leidenschaft aus, und dies führte unter seinen Studenten zu hoher Anerkennung (Beiname "Regel-Rake").
In der Forschung baute er vielfältige Kontakte zu Industrieunternehmen auf und pflegte diese nachhaltig. Damit gelang ihm zugleich eine stärker anwendungsorientierte Ausrichtung des Instituts. Während der Periode seiner Institutsleitung wurden als Forschungsschwerpunkte insbesondere bearbeitet: adaptive Schaltregler, Regelung und Steuerung von Handhabungsgeräten, Regelung und Steuerung von raumlufttechnischen Anlagen, die Steuerung ereignisorientierter Prozesse und die Systemanalyse. An der RWTH entstanden tangierend in anderen Fakultäten weitere anwendungsorientierte Lehrstühle: Messtechnik (Leiter: Tilo Pfeifer) und Prozessleittechnik (Leiter: Martin Polke).
Besondere Anerkennung erlangte Rake mit seinen Arbeiten zur Identifikation technischer Systeme, bei der unterschiedliche parametrische und nicht-parametrische Modellansätze behandelt wurden sowie hierzu die Entwicklung angepasster Parameter-Schätzverfahren. Diese Erfolge auf dem Gebiet der Identifikation führten Anfang der 1980er Jahre zur Entwicklung erster adaptiver prädiktiver Regler, in denen Prozessmodelle die Basis für eine vorausschauende Optimierung der Stellgrößenverläufe bilden. Diese patentierten Arbeiten hatten hohe Bedeutung für die industrielle Praxis und führten auch zur Markteinführung eines modellgestützten Kompaktreglers. Rake betreute ca. 60 Ingenieure bei ihrer Doktorarbeit, u. a. seinen Nachfolger Dirk Abel und den späteren Professor Uwe Zimmermann.
Neben Lehre, Forschung und Institutsleitung unterstützte Rake aktiv die akademische Selbstverwaltung. Von 1987 bis 1997 war er einer von drei Prorektoren der Hochschule, zuständig für das Ressort "Haushaltsplanung und Finanzen". Hier führte er wichtige Maßnahmen zur Effektivitätssteigerung innerhalb der Hochschule ein, z. B. eine gerechte Mittelverteilung sowie Vorbereitungen zur Finanzautonomie der RWTH.
Rake arbeitete aktiv im Fachbereich „Grundlagen, Theorie“ mit etwa 10 Fachausschüssen sowie in verschiedenen Gremien der VDI/VDE-Gesellschaft Mess- und Automatisierungstechnik (GMA) in Düsseldorf / Frankfurt am Main mit und gehörte auch zum Vorstand dieser Fachgesellschaft (Vorsitzende aus Aachen: Tilo Pfeifer, Martin Polke). Aus dieser Mitarbeit heraus sind zahlreiche wissenschaftliche Veranstaltungen hervorgegangen, an denen sich Rake mit seinem Institut beteiligte. Die Diskussionen in der Fachgesellschaft wurden durch Rake stark befruchtet, und er selbst hat vielfältige Impulse für die Profilierung seiner Lehr- und Forschungstätigkeiten erhalten sowie umfangreiche Verbindungen zu Fachkollegen bekommen: G. Bretthauer, Freiberg/Karlsruhe; L. Litz und D. Zühlke, Kaiserslautern; U. Jumar, Magdeburg; G. Gerlach, Dresden; S. Engell, Dortmund; E. Welfonder, Stuttgart; R. Isermann, Darmstadt; W. Kriesel, Leipzig/Merseburg; R. Schumann, Hannover; H. Steusloff und H.J. Benez, Karlsruhe; H. Drathen, Leverkusen; W. Slowak, Koblenz; B. Reißenweber, Paderborn u. a.
Rake verfügt über hohes Ansehen in der Fachwelt und über zahlreiche weltweite Kontakte.

## Schriften (Auswahl)
- Selbsteinstellende Systeme nach dem Gradientenverfahren. Dissertation, TH Hannover, Fakultät für Maschinenwesen, Hannover 1965.
- Identifizierung linearer Systeme mit statistischen Methoden. Habilitationsschrift, RWTH Aachen, Fakultät für Maschinenwesen, Aachen 1969.
- Regelungstechnik.  Institut für Regelungstechnik, RWTH Aachen, 17.  Auflage 1993.
- K. H. Fasol, R. Lauber; F. Mesch, H. Rake, M. Thoma, H. Töpfer: Great Names and the Early Days of Control in Germany. In: Automatisierungstechnik, München. Jg. 54, Nr. 9, 2006, S. 462–472.